# Gymnobela sibogae
Gymnobela sibogae é uma espécie de gastrópode do gênero Gymnobela, pertencente a família Raphitomidae.